# Marc Rich
Marc Rich, cuyo nombre real era Marcell David Reich (Amberes, 18 de diciembre de 1934-Lucerna, 26 de junio de 2013) fue uno de los comerciantes de materias primas de mayor éxito. En 1970 fundó el mercado Spot para el petróleo crudo.

## Biografía
La familia Rich huyó a Estados Unidos en 1942. Rich comenzó sus estudios en un instituto de Manhattan y los continuó después, entre 1952 y 1956, en la Universidad de Nueva York.
En 1954 empezó a trabajar como aprendiz en la empresa dedicada a las materias primas Phillip Brothers. Entre 1964 y 1974 desempeñó el cargo de gerente en la sede de la empresa en España. En 1974 funda con algunos de sus compañeros, entre ellos Pincus Green, una compañía propia dedicada al comercio con materias primas: la Marc Rich + Co AG, con sede en Suiza. Durante las siguientes décadas, Marc Rich + Co AG se convirtió en una de las compañías más conocidas y de mayor éxito del sector. En 1979 la empresa cambia de nombre y pasa a llamarse Marc Rich + Co Holding AG. En 1982 el entonces ministro de Justicia de UCD, Pío Cabanillas Gallas le concede la nacionalidad española. En 1993, Marc Rich vende la rama de Trading de Marc Rich + Co Holding AG a los directivos y surge así la empresa Glencore. En 1996, Marc Rich funda la compañía Marc Rich + Co Investment AG, un pequeño grupo dedicado al comercio con materias primas. En 1997, Marc Rich + Co Holding AG se convierte en la Marc Rich + Co Holding GmbH, y en 2003 vende su participación en la Marc Rich + Co Investment a sus administradores.
Rich vivió en Meggen (Cantón de Lucerna, Suiza) y en Zug (Suiza) tiene la sede de su empresa. Su mujer es la rica heredera Denise Eisenberg, compositora de canciones y socialité, de nacionalidad austríaca, a quien conoció en una cita a ciegas. Rich tenía propiedades en St. Moritz y en Marbella. Era coleccionista de arte.
En mayo de 2007 Rich recibió un doctor honoris causa de la universidad Bar Ilan en reconocimiento de su contribución por Israel y por el programa de investigación de la universidad. El 18 de noviembre de 2007 recibió el mismo honor de la universidad Ben-Gurion. El centro médico Isreali Sheba le galardonó con el "Sheba Humanitarian Award 2008".

## El escándalo
En 1983, Marc Rich y otros comerciantes fueron acusados por la Fiscalía de Nueva York por más de medio centenar de delitos financieros, incluyendo evadir cerca de 50 millones de dólares en impuestos, fraude fiscal, falso testimonio, relaciones comerciales con Irán y por la infracción de la controvertida ley RICO. Pero nunca fue condenado.  Detrás de la acusación estaba Rudolph Giuliani, el alcalde de Nueva York hasta poco después del 11-S. Nunca hubo un proceso contra Marc Rich y nunca fue declarado culpable. En 1983, Marc Rich se trasladó a la ciudad suiza de Zug.
En 2001, Rich obtuvo el perdón 140, el más conocido de todos, y que le fue concedido por el presidente Clinton en su último día en la presidencia. De este modo la acusación contra él fue anulada. Las grandes donaciones al Partido Demócrata de su anterior mujer y madre de sus tres hijos, provocó que se afirmara que la amnistía había sido comprada. Sin embargo, Clinton dijo que se debió a la situación de los hechos y a que acusaciones similares habían sido procesadas por la vía civil (véase, entre otros, Sunday New York Times, 20 de febrero de 2001). Esta amnistía fue bautizada por los medios de comunicación norteamericanos como el "Pardongate".
Entre las personalidades de todo el mundo que enviaron misivas a Bill Clinton intercediendo por el indulto a Marc Rich, figuraban el entonces primer ministro de Israel, Ehud Barak; el exdirector del Mosad, Shabtai Shavit; el entonces ministro de Relaciones Exteriores de Israel y exembajador en España, Shlomo Ben Ami y el director vitalicio de la Orquesta Filarmónica de Israel, Zubin Mehta. A EE. UU. también llegaron cartas de apoyo a Rich procedentes de España. Entre ellas destacan las del empresario vigués Fernando Fernández-Tapias, naviero y vicepresidente de la CEOE; el rey Juan Carlos I, el Premio Nobel Camilo José Cela, en su condición de responsable de la Fundación Marc Rich de España; la princesa Irene de Grecia, hermana de la Reina Sofía, como presidenta de la organización benéfica española Mundo en Armonía.